# Mérillac
Ne doit pas être confondu avec Marillac.
Mérillac [meʁijak] est une commune française du Mené située dans le département des Côtes-d'Armor en région Bretagne.

## Géographie
| Le Mené    |            | Éréac         |
|            | Mérillac   |               |
| Saint-Vran | Merdrignac | Saint-Launeuc |

### Hydrographie
Pour un article plus général, voir Réseau hydrographique des Côtes-d'Armor.
La commune est située dans le bassin Loire-Bretagne. Elle est drainée par la Rance, le Meu et divers autres petits cours d'eau,.
La Rance, d'une longueur de 104 km, prend sa source dans la commune du Mené et se jette  dans la Manche entre Dinard et Saint-Malo, après avoir traversé 28 communes. 

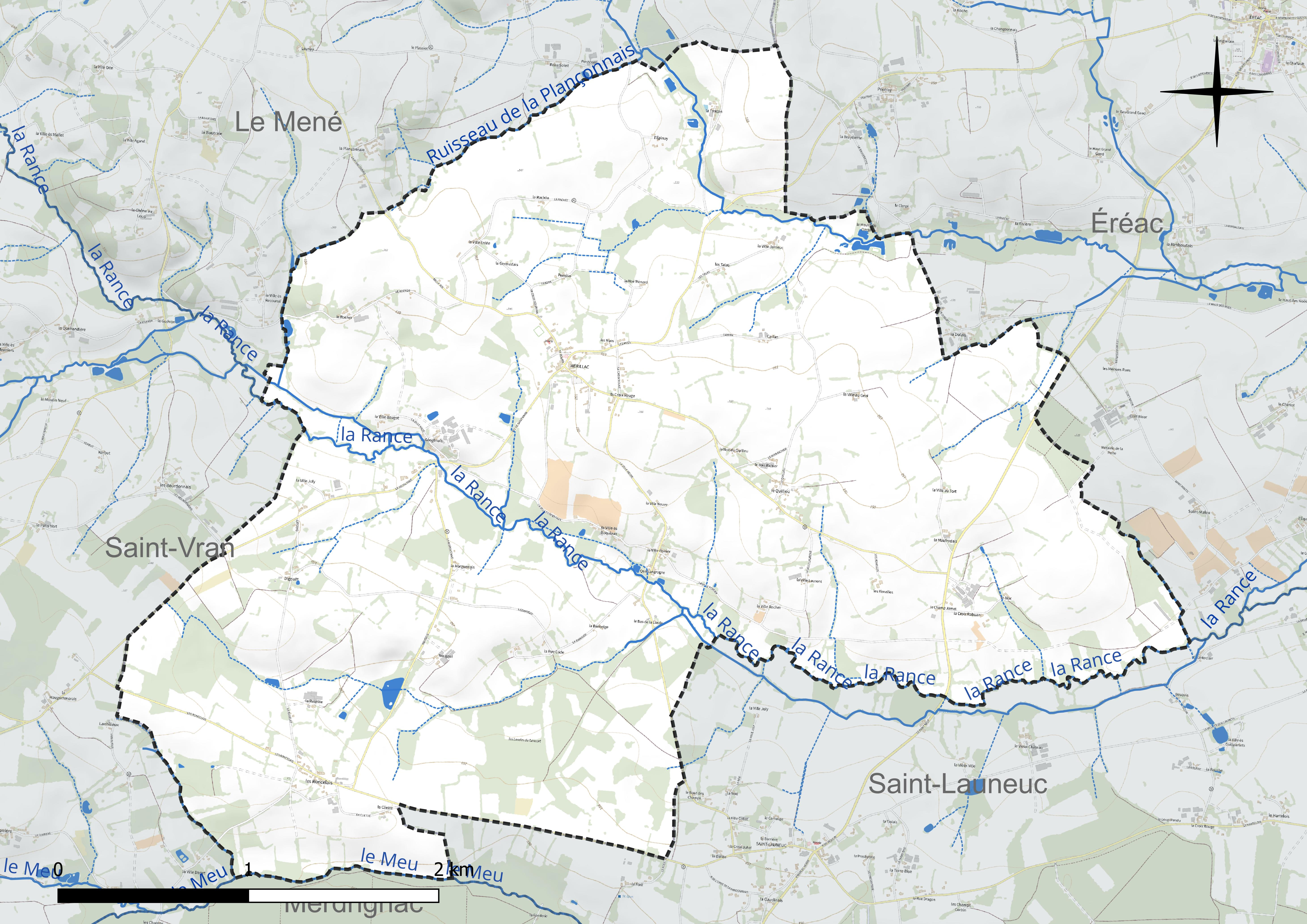
Réseau hydrographique de Mérillac.

Le Meu, d'une longueur de 84 km, prend sa source dans la commune de Saint-Vran et se jette  dans un bras de la Vilaine à Chavagne, après avoir traversé 21 communes. 

### Climat
Pour des articles plus généraux, voir Climat de la Bretagne et Climat des Côtes-d'Armor.
En 2010, le climat de la commune est de type climat océanique franc, selon une étude du CNRS s'appuyant sur une série de données couvrant la période 1971-2000. En 2020, Météo-France publie une typologie des climats de la France métropolitaine dans laquelle la commune est exposée à un climat océanique et est dans une zone de transition entre les régions climatiques « Finistère nord » et « Bretagne orientale et méridionale, Pays nantais, Vendée ». Parallèlement l'observatoire de l'environnement en Bretagne publie en 2020 un zonage climatique de la région Bretagne, s'appuyant sur des données de Météo-France de 2009. La commune est, selon ce zonage, dans la zone « Intérieur Est », avec des hivers frais, des étés chauds et des pluies modérées).
Pour la période 1971-2000, la température annuelle moyenne est de 11 °C, avec une amplitude thermique annuelle de 12 °C. Le cumul annuel moyen de précipitations est de 805 mm, avec 13 jours de précipitations en janvier et 6,8 jours en juillet. Pour la période 1991-2020, la température moyenne annuelle observée sur la station météorologique la plus proche, située sur la commune de Merdrignac à 7 km à vol d'oiseau, est de 11,7 °C et le cumul annuel moyen de précipitations est de 905,0 mm,. Pour l'avenir, les paramètres climatiques de la commune estimés pour 2050 selon différents scénarios d'émission de gaz à effet de serre sont consultables sur un site dédié publié par Météo-France en novembre 2022.

## Urbanisme

### Typologie
Au 1er janvier 2024, Mérillac est catégorisée commune rurale à habitat très dispersé, selon la nouvelle grille communale de densité à 7 niveaux définie par l'Insee en 2022.
Elle est située hors unité urbaine. Par ailleurs la commune fait partie de l'aire d'attraction du Mené, dont elle est une commune de la couronne,. Cette aire, qui regroupe 6 communes, est catégorisée dans les aires de moins de 50 000 habitants,.

### Occupation des sols
L'occupation des sols de la commune, telle qu'elle ressort de la base de données européenne d’occupation biophysique des sols Corine Land Cover (CLC), est marquée par l'importance des territoires agricoles (94 % en 2018), une proportion identique à celle de 1990 (94 %). La répartition détaillée en 2018 est la suivante :
terres arables (60,2 %), prairies (18,7 %), zones agricoles hétérogènes (15,2 %), forêts (5,9 %), zones urbanisées (0,1 %). L'évolution de l’occupation des sols de la commune et de ses infrastructures peut être observée sur les différentes représentations cartographiques du territoire : la carte de Cassini (XVIIIe siècle), la carte d'état-major (1820-1866) et les cartes ou photos aériennes de l'IGN pour la période actuelle (1950 à aujourd'hui).

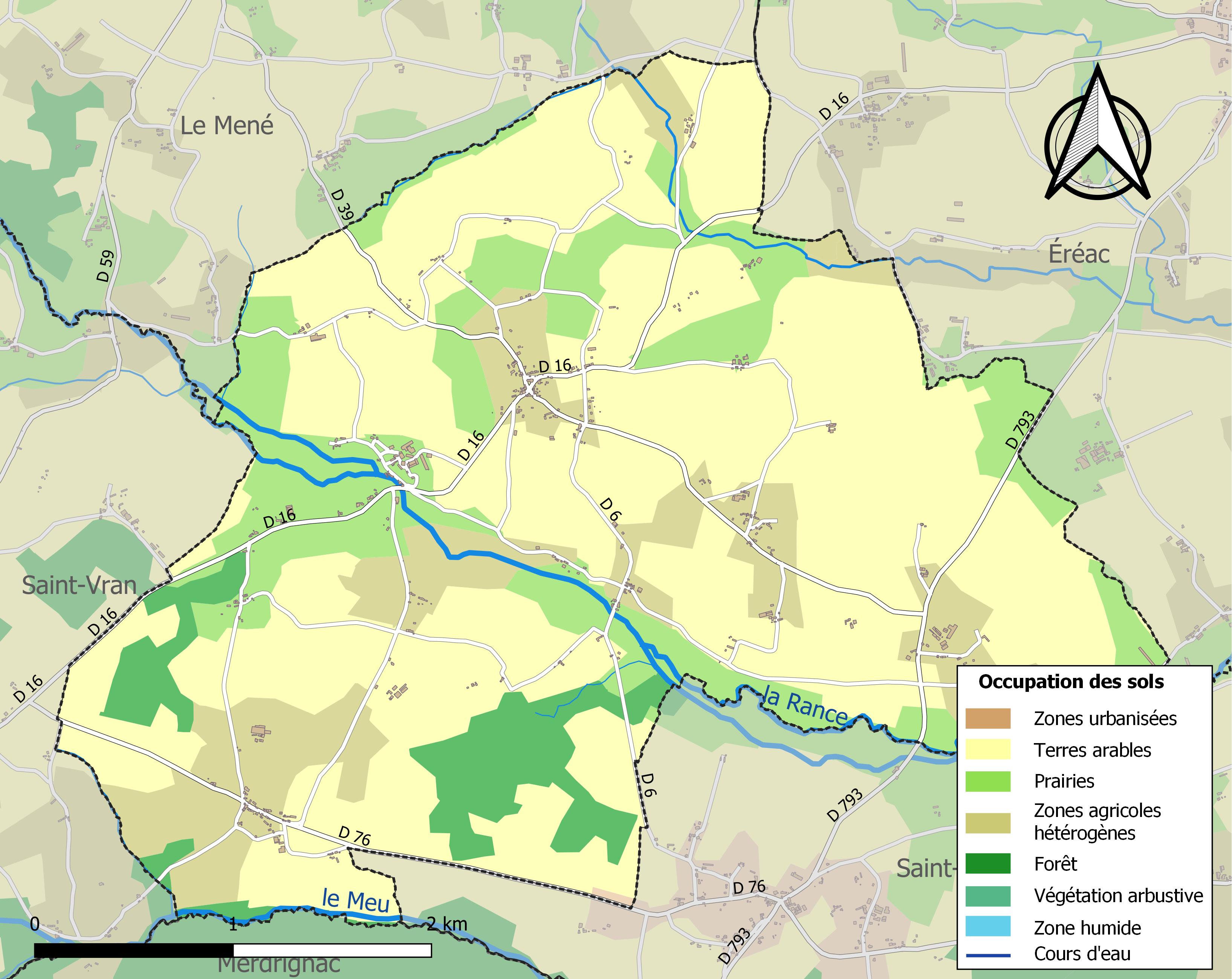
Carte des infrastructures et de l'occupation des sols de la commune en 2018 (CLC).

## Toponymie
Le nom de la localité est attesté sous les formes Merillac en 1427, Merilac en 1492 et Merillac 1516.
Mérillac vient, semble-t-il, du nom d’un fondateur gallo-romain Marilius ou Merulius et du suffixe -acum.

## Histoire

### LeXXesiècle

#### Les guerres duXXesiècle
Le monument aux Morts porte les noms de 42 soldats morts pour la Patrie :
- 35 sont morts durant la Première Guerre mondiale.
- 5 sont morts durant la Seconde Guerre mondiale.
- 1 est mort durant la Guerre d'Algérie.
- 1 est mort durant la Guerre d'Indochine.

## Politique et administration
| Période                                  | Période                   | Identité                   | Étiquette | Qualité                                    |
| ---------------------------------------- | ------------------------- | -------------------------- | --------- | ------------------------------------------ |
| Les données manquantes sont à compléter. |                           |                            |           |                                            |
| 1793                                     | mai 1832                  | Pierre François Caradeuc   |           | Cultivateur                                |
| mai 1832                                 | mai 1852                  | Jean Marie Dutertre        |           | Rentier                                    |
| juin 1852                                | septembre 1852            | Jean Marie Recoursé        |           | Charron                                    |
| septembre 1852                           | février 1865              | Victor Robert              |           |                                            |
| mars 1865                                | septembre 1870            | Pierre Regnault            |           | Laboureur, ancien adjoint au maire         |
| septembre 1870                           | février 1894              | Dominique Bedel            |           | Laboureur, ancien premier adjoint          |
| mars 1894                                | mai 1896                  | Pierre Cormault            |           | Meunier, ancien adjoint au maire           |
| mai 1896                                 | après 1905                | Pierre Boscher             |           |                                            |
| Les données manquantes sont à compléter. |                           |                            |           |                                            |
| ca. 1938                                 |                           | François-Jean Huet         |           |                                            |
| Les données manquantes sont à compléter. |                           |                            |           |                                            |
| avant 1955                               | mars 1959                 | Maurice Caradeuc           |           |                                            |
| mars 1959                                | mars 1971                 | Aimé Robert                |           |                                            |
| mars 1971                                | mars 1977                 | Elie Caradeuc (1913-1994)  |           | Ancien officier                            |
| mars 1977                                | mars 1989                 | René Meunier               |           |                                            |
| mars 1989                                | mars 2001                 | Roger Hartmann (1926-2013) | DVD       | Cadre bancaire retraité                    |
| mars 2001                                | mars 2014                 | Gérard Soquet              | DVD       | Agriculteur retraité                       |
| mars 2014                                | En cours (au 26 mai 2020) | Claude Delahaye            | DVD       | Agriculteur Réélu pour le mandat 2020-2026 |

## Démographie
L'évolution du nombre d'habitants est connue à travers les recensements de la population effectués dans la commune depuis 1793. Pour les communes de moins de 10 000 habitants, une enquête de recensement portant sur toute la population est réalisée tous les cinq ans, les populations de référence des années intermédiaires étant quant à elles estimées par interpolation ou extrapolation. Pour la commune, le premier recensement exhaustif entrant dans le cadre du nouveau dispositif a été réalisé en 2008.

En 2022, la commune comptait 242 habitants, en évolution de +2,98 % par rapport à 2016 (Côtes-d'Armor : +1,78 %, France hors Mayotte : +2,11 %).
| 1793 | 1800 | 1806 | 1821 | 1831 | 1836 | 1841 | 1846 | 1851 |
| ---- | ---- | ---- | ---- | ---- | ---- | ---- | ---- | ---- |
| 619  | 602  | 585  | 836  | 742  | 696  | 632  | 668  | 669  |

| 1856 | 1861 | 1866 | 1872 | 1876 | 1881 | 1886 | 1891 | 1896 |
| ---- | ---- | ---- | ---- | ---- | ---- | ---- | ---- | ---- |
| 665  | 692  | 689  | 738  | 754  | 760  | 774  | 757  | 801  |

| 1901 | 1906 | 1911 | 1921 | 1926 | 1931 | 1936 | 1946 | 1954 |
| ---- | ---- | ---- | ---- | ---- | ---- | ---- | ---- | ---- |
| 787  | 747  | 719  | 668  | 646  | 614  | 584  | 504  | 481  |

| 1962 | 1968 | 1975 | 1982 | 1990 | 1999 | 2006 | 2008 | 2013 |
| ---- | ---- | ---- | ---- | ---- | ---- | ---- | ---- | ---- |
| 441  | 385  | 341  | 337  | 267  | 241  | 235  | 233  | 239  |

| 2018 | 2022 | - | - | - | - | - | - | - |
| ---- | ---- | - | - | - | - | - | - | - |
| 231  | 242  | - | - | - | - | - | - | - |

## Lieux et monuments

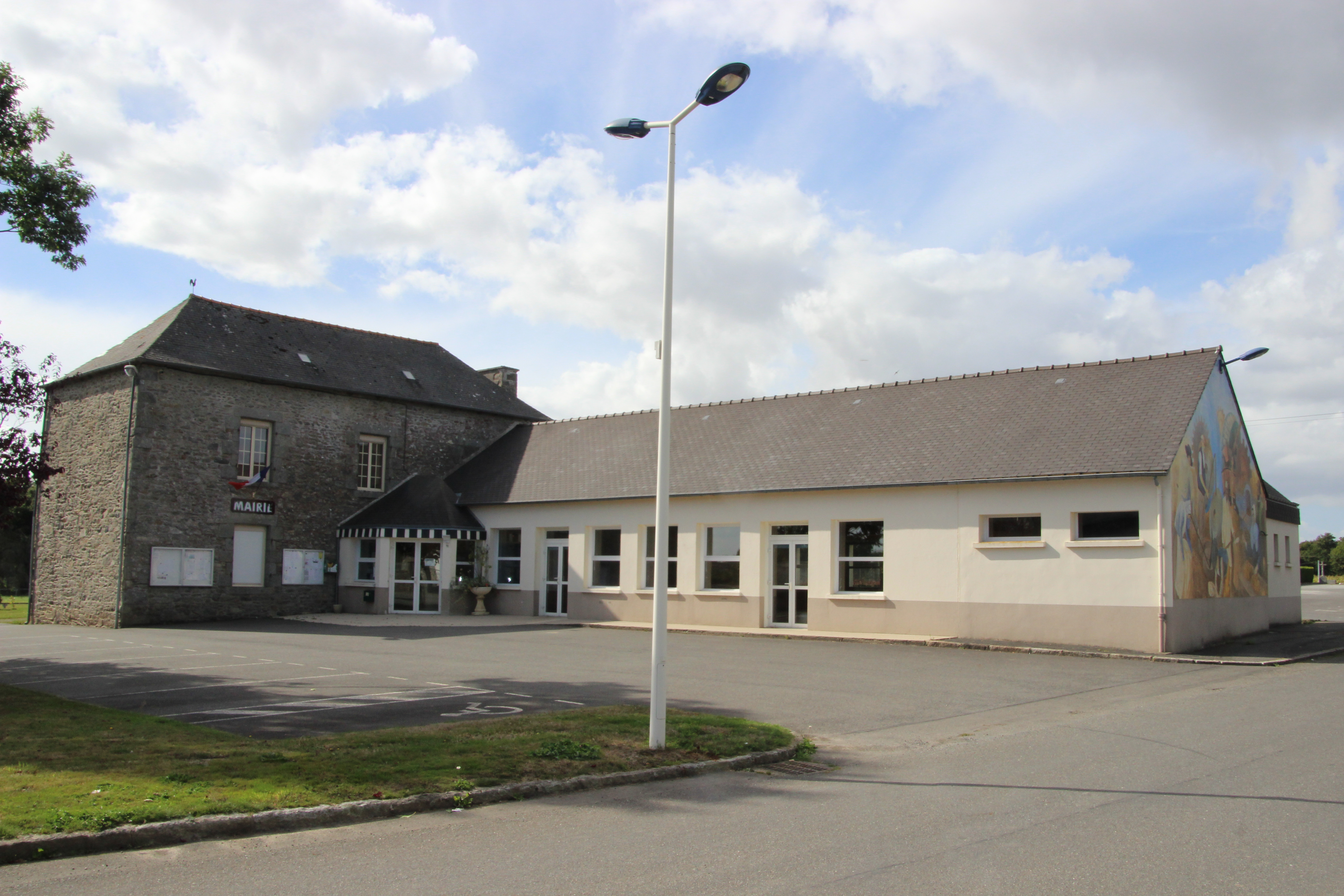
Mairie.
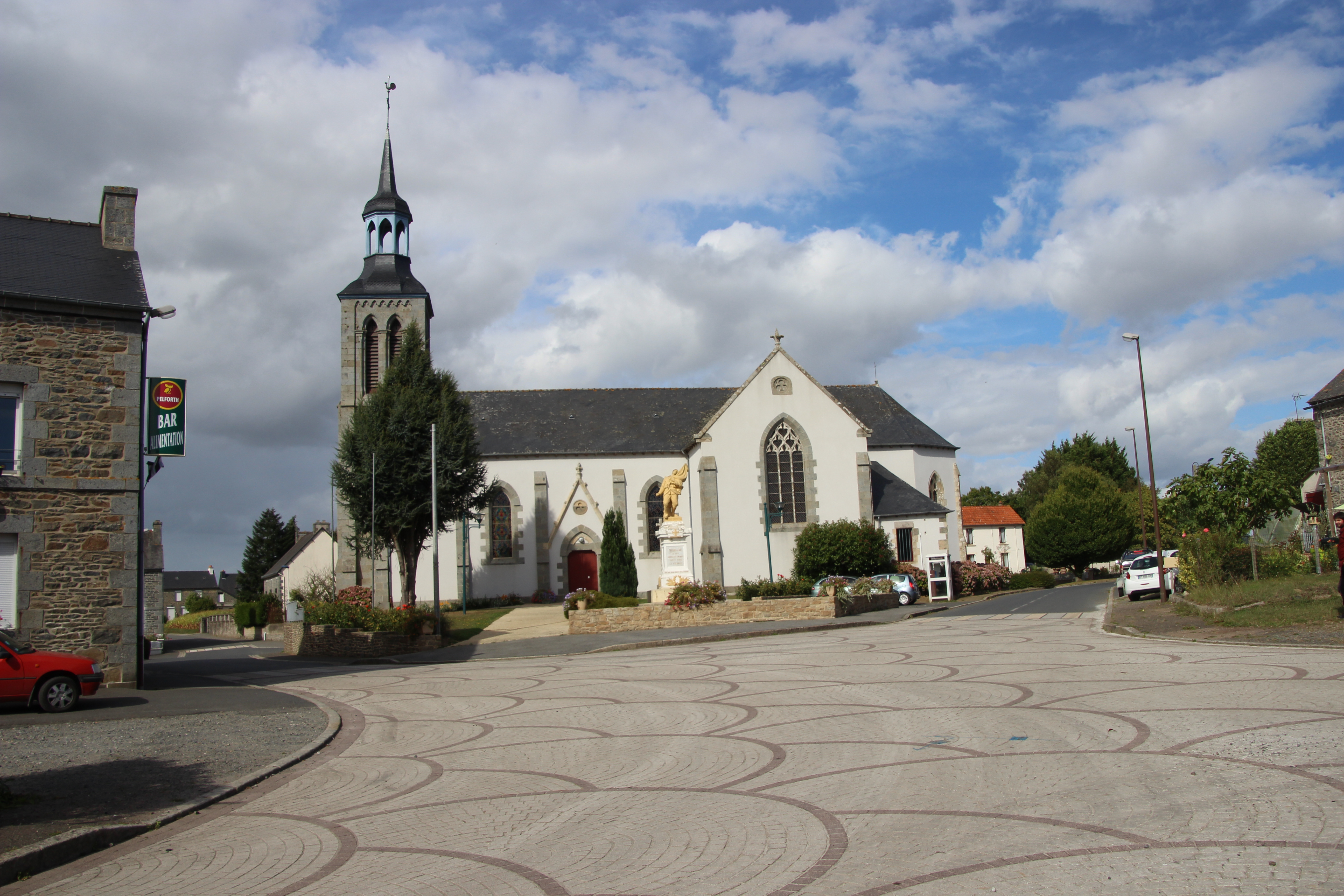
Vue générale et église Saint-Pierre.
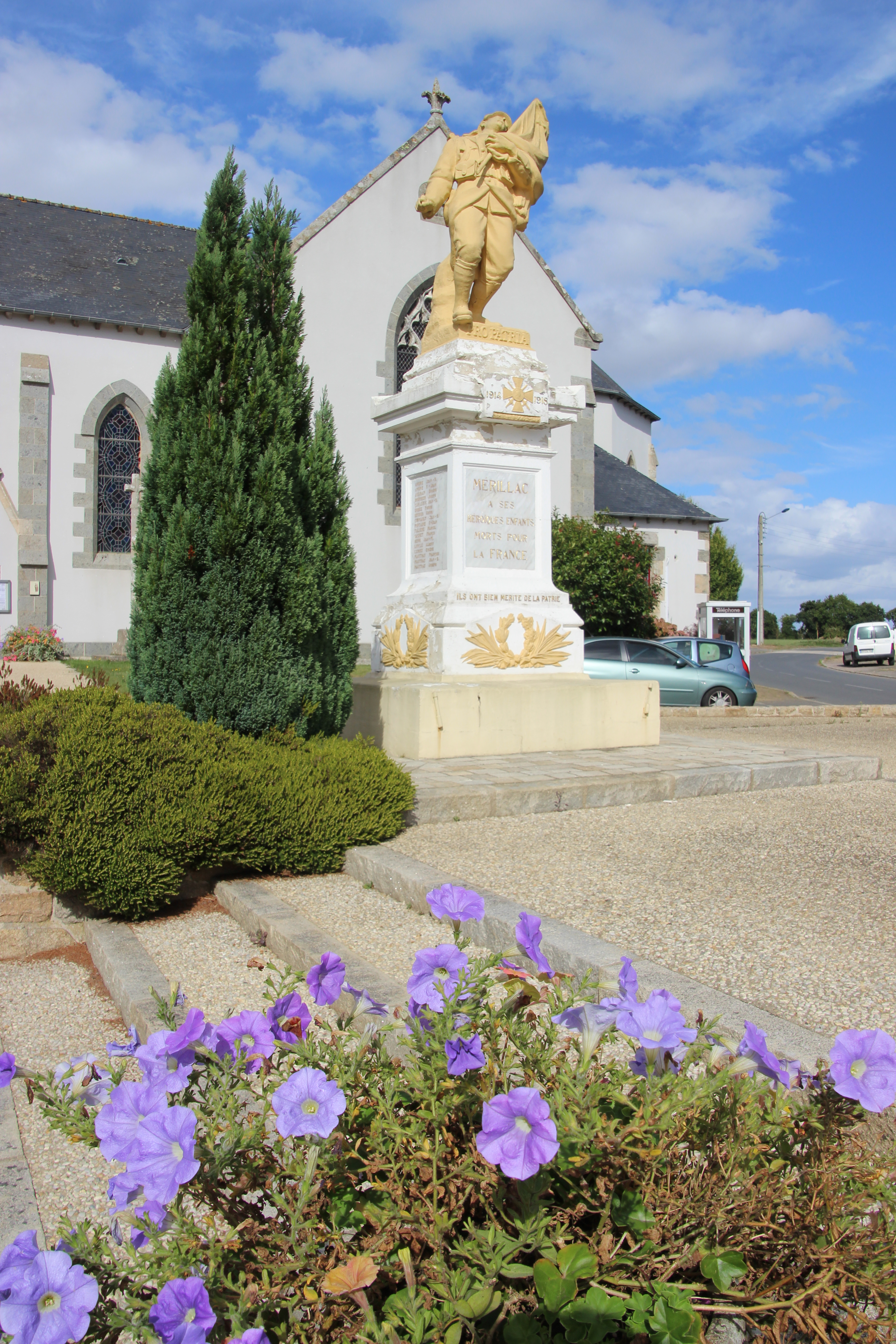
Vue générale du monument aux morts.
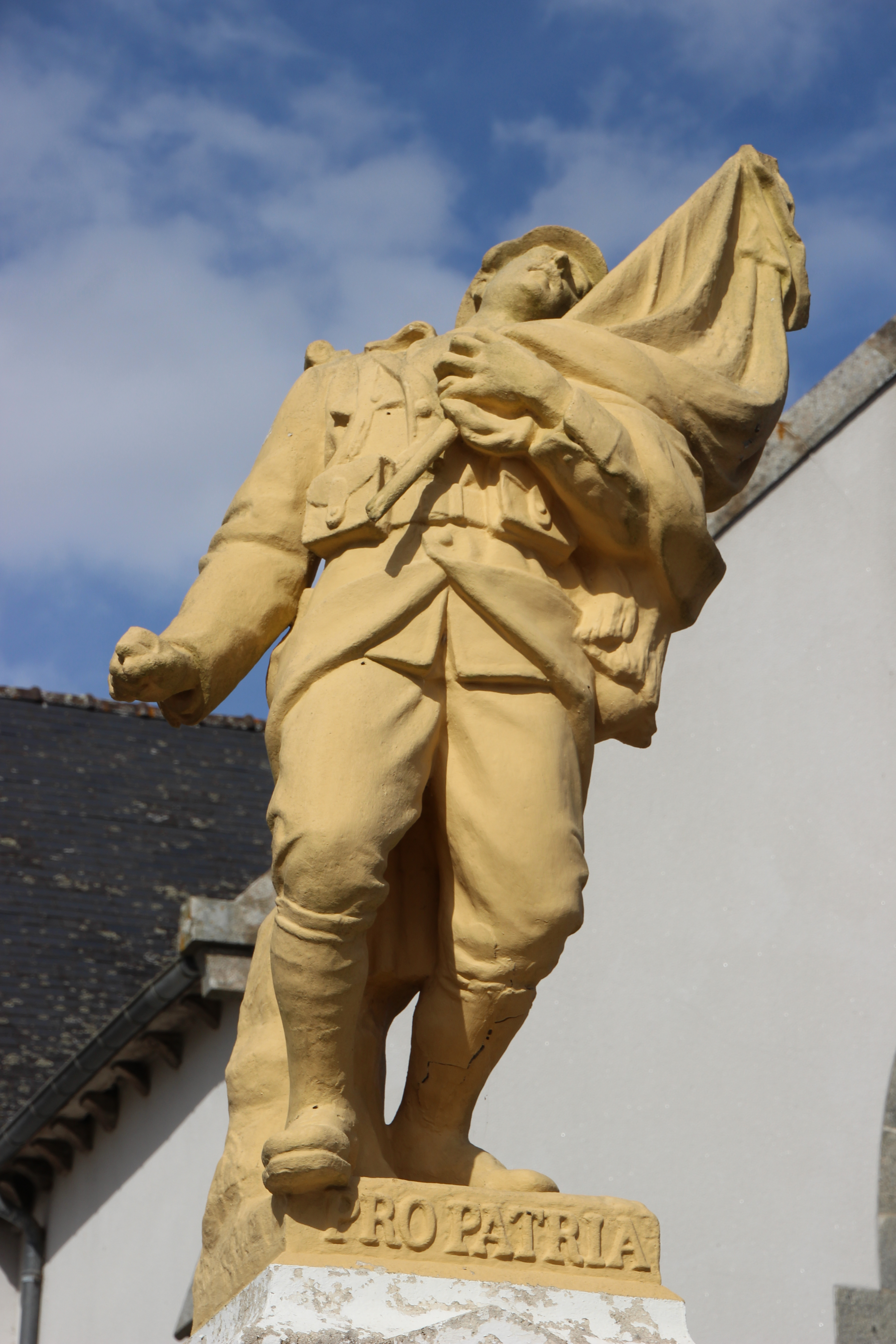
Détail de la sculpture du monument aux morts.